# Фунериа (станция метро, Барселона)
Фунериа (кат. Foneria) — станция Барселонского метрополитена, расположенная на линии 10S. Открытие станции состоялось 8 сентября 2018 года в составе участка «Кольбланк» — «Фок». Станция расположена в районе Ла-Марина-дель-Порт округа Сантс-Монжуик Барселоны.

## Расположение
Станция расположена под проспектом Зона Франка (кат. Passeig de la Zona Franca); между улицей Фунериа (кат. Carrer de Foneria), от которой станция и получила название, и площадью Марина-де-Сантс (кат. Plaça de la Marina de Sants).

## Конструкция станции
Станция имеет двухъярусную конструкцию. Поезда, следующие до станции «Зона Университариа», прибывают на нижнюю платформу; следующие же в сторону станции «Фок» поезда прибывают на верхний ярус.
На станции установлены платформенные раздвижные двери.

## Галерея

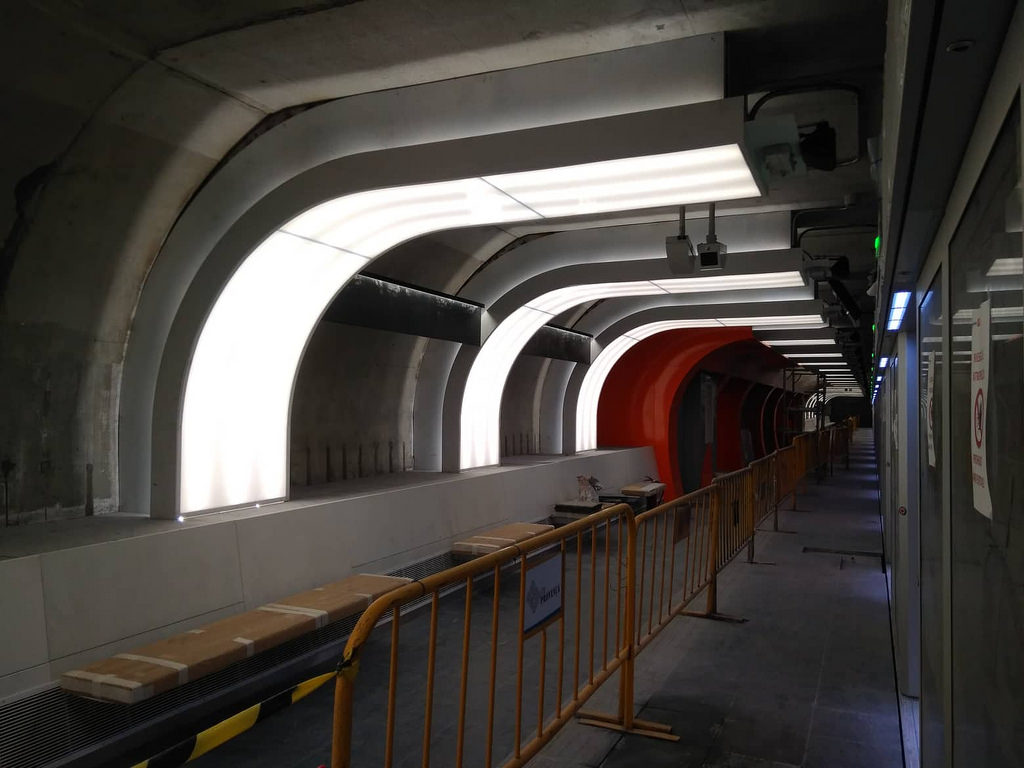
Нижняя платформа во время строительства станции
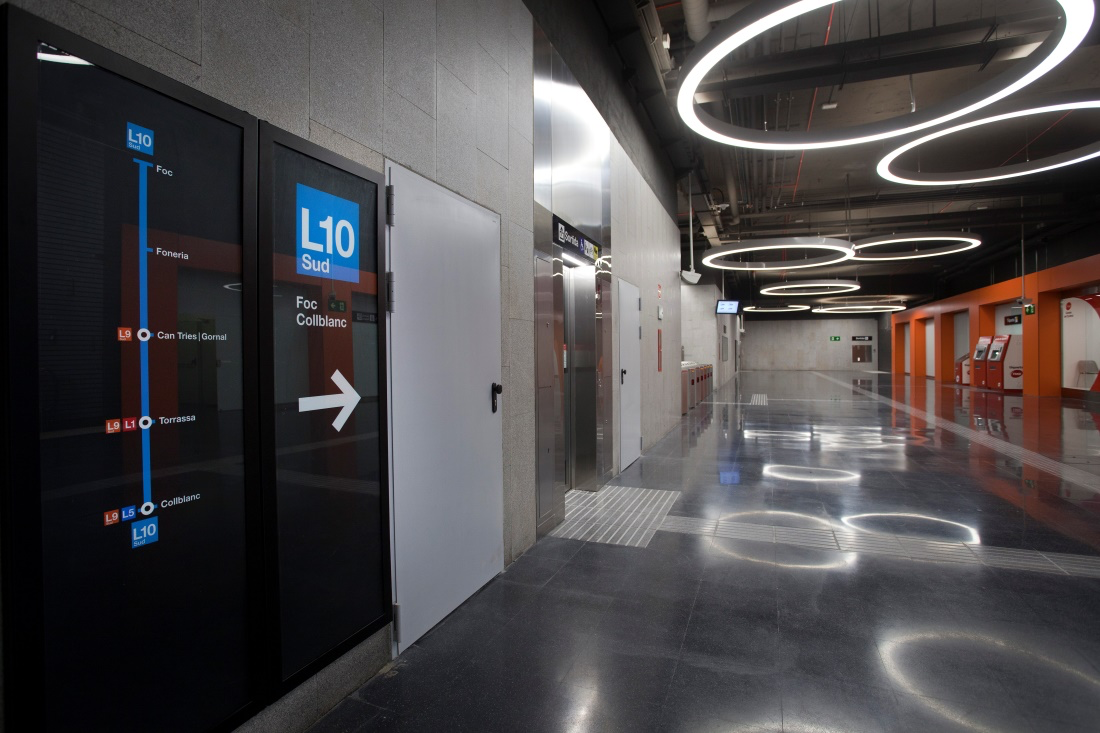
Вестибюль станции
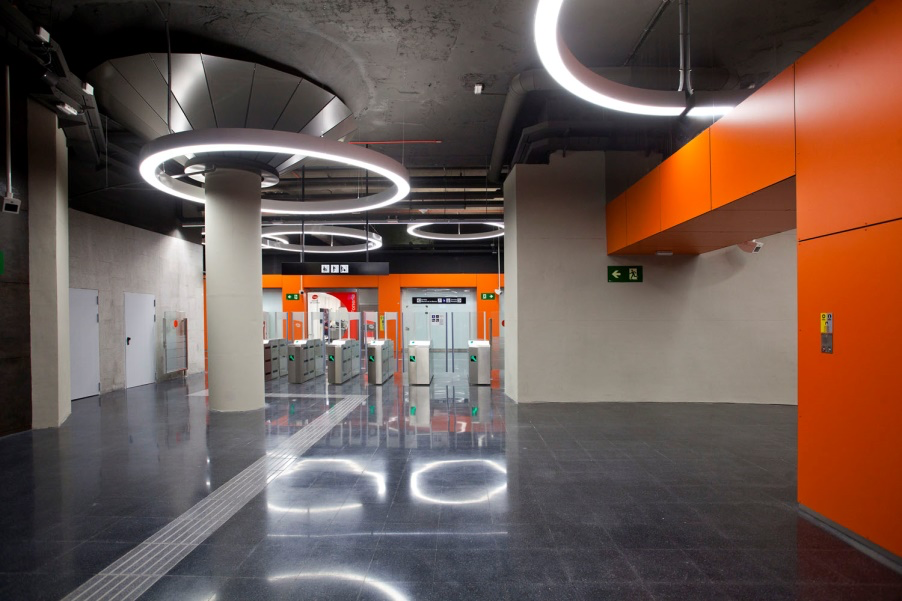
Вестибюль станции, вид на турникеты
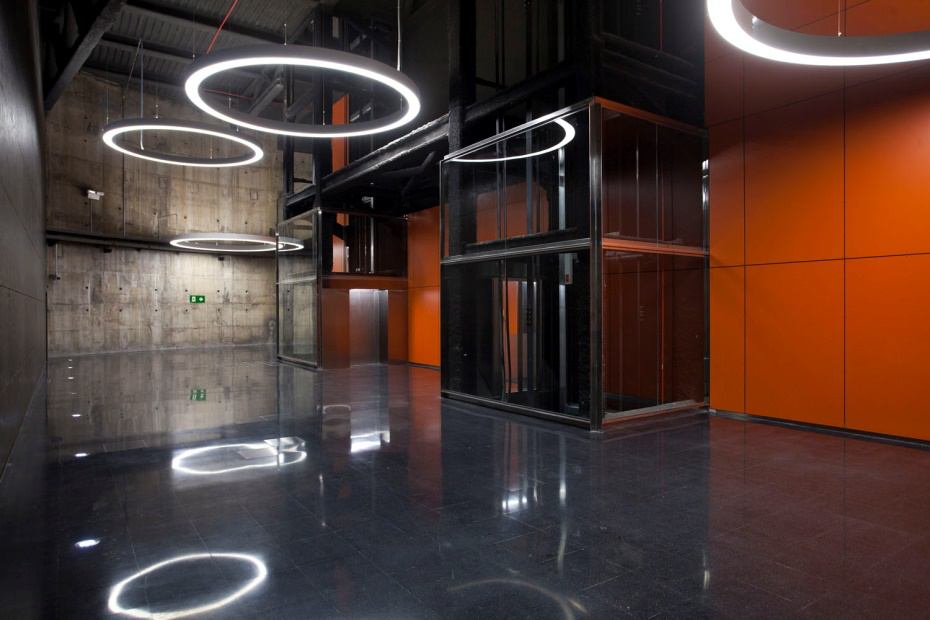
Лифты, соединяющие платформы с кассовым залом